# Joseph-Guichard Duverney
Joseph-Guichard Duverney, ook gespeld Du Vernay, (Feurs, 5 augustus 1648 - Parijs, 10 september 1730) was een Franse arts en anatoom.
Zijn vader Jacques Duverney was ook arts. Hij studeerde geneeskunde in Avignon en legde zich toe op de anatomie. Hij verhuisde naar Parijs en zijn lessen anatomie kenden veel bijval. In 1674 werd hij benoemd tot leraar anatomie van de dauphin. Twee jaar later werd hij opgenomen in de Académie des sciences. Rond 1680 werd hij aangesteld als professor anatomie aan de Jardin du Roi, waar hij demonstraties gaf.
Samen met Claude Perrault (1613-1688) en Jean Pecquet (1622-1674) bracht hij de studie van de anatomie weer onder de aandacht in Frankrijk. Zelf was hij leermeester van onder anderen Pierre Dionis (1643-1718), Jacques-Bénigne Winslow (1669-1760), Jean-Baptiste Sénac (1693-1770) en François-Joseph Hunauld (1701-1742).
Duverney legde zich vooral toe op de studie van de anatomie bij dieren. Samen met Philippe de La Hire (1640-1718) maakte hij een studie van vissen aan de Bretonse kust. Hij bestudeerde de bloedsomloop in foetussen en in amfibieën en reptielen. Toch leverde hij ook bijdragen aan de studie van de menselijke anatomie. Zo benoemde hij als eerste de sinus occipitalis.